# Édgar Barreto
Pour les articles homonymes, voir Barreto.
 Édgar Osvaldo Barreto Cáceres, né le 15 juillet 1984 à Asuncion (Paraguay), est un footballeur international paraguayen, qui joue au poste de milieu relayeur au NEC Nimègue.
D'origine italienne, il possède la double nationalité et est également le frère cadet de Diego Barreto, également international.

## Carrière

### En équipe nationale
Il a fait ses débuts internationaux en juillet 2004 contre l'équipe du Costa Rica.
Barreto participe à la coupe du monde 2006 avec l'équipe du Paraguay.
Il fait partie des 23 joueurs paraguayens sélectionnés pour participer à la coupe du monde 2010.

## Palmarès

### En club
| Atalanta Bergame - Championnat d'Italie de D2 (1) : - Champion : 2010-11. |  | US Palerme - Championnat d'Italie de D2 (1) : - Champion : 2013-14. |

### En sélection
Paraguay olympique
- Jeux olympiques :
  - Médaillé d'argent : 2004.